# International 14
Der International 14 (ehemals Internationales 14-Fuß-Dinghy, kurz Int 14 oder I14) ist ein internationales Skiff für zwei Personen. Die Boote sind 14 Fuß (4,26 Meter) lang und unterliegen als Konstruktionsklasse nur wenigen Bauvorschriften. Aktive Klassenvereinigungen gibt es neben Deutschland in Großbritannien, Australien, den USA, Kanada und Japan. Neben nationalen Regatten werden regelmäßig Kontinental- und Weltmeisterschaften ausgetragen.

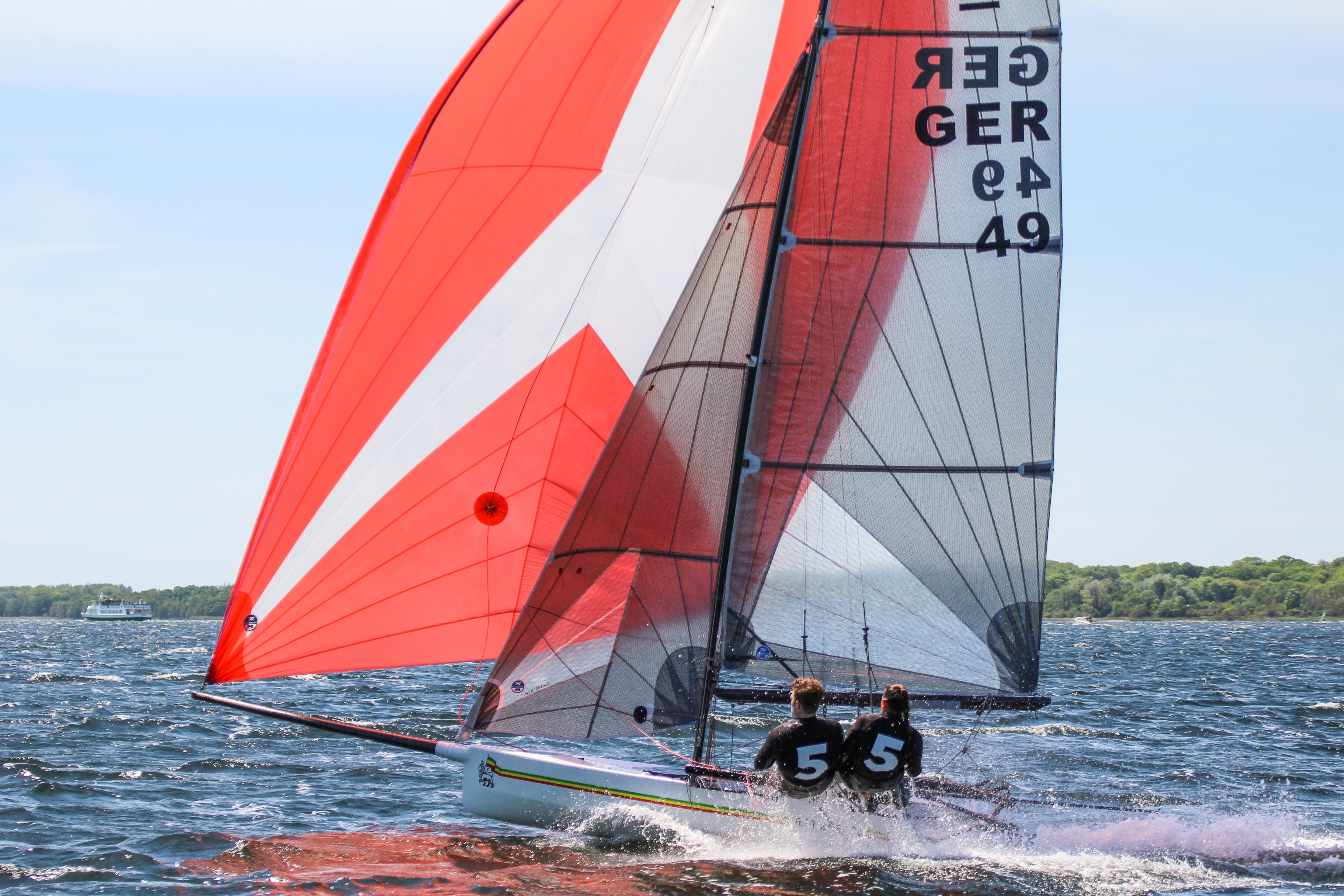
International 14 vom Typ Bieker 4 unter Gennaker auf dem Salzhaff

Der International 14 wurde 1928 als erste internationale Jollenklasse von der IYRU anerkannt. Seitdem wurde er stetig weiterentwickelt und machte viele Innovationen im Segelsport populär. Moderne International 14 erreichen vor dem Wind Geschwindigkeiten von über 25 Knoten (45 km/h). Da die Boote stark auf die Bedürfnisse der Segler angepasst werden dürfen, können Frauen-, Männer- oder Mixed-Teams mit unterschiedlichem Crewgewicht unter fairen Bedingungen gegeneinander antreten.

## Konstruktion
Die international einheitlichen Klassenvorschriften geben einige Maße wie Rumpflänge, Breite und Masthöhe vor. Innerhalb dieser Regeln können die Boote frei gestaltet und aus beliebigen Materialien gebaut werden. Die aktuellen Designs ähneln sich stark und haben viele charakteristische Eigenschaften gemeinsam.

### Rumpf
Die Rümpfe sind schmal und auf schnelle Gleitfahrt ausgelegt. Um trotzdem viel aufrichtendes Moment zu erzeugen, verfügen sie über Ausleger (sogenannte Racks), auf denen die Crew im Trapez steht. Das Gewicht des Rumpfs muss segelfertig ausgerüstet mindestens 70 kg betragen. Als Material kommt fast ausschließlich CFK-Sandwich mit Schaum- oder Wabenkernen zum Einsatz.

### Rigg
Die Masten sind maximal 7,626 m lang und werden von verschiedenen Herstellern aus CFK gefertigt. Verbreitet ist eine Sluptakelung, bei der das Vorstag am oberen der beiden gepfeilten Salingspaare ansetzt. In der Regel werden drei Wantenpaare gefahren, vereinzelt kommen Riggs mit nur einer Saling und zwei Wantenpaaren zum Einsatz.
Der Baumniederholer ist entweder als Talje unter dem Baum oder als sogenannter Kicker (Strebe zum Mast) ausgeführt. Letzterer bietet der Crew mehr Bewegungsfreiheit, beeinflusst aber das Profil des Großsegels im unteren Bereich.

### Segel
Die Am-Wind Segelfläche beträgt maximal 18,58 m² (nach Vermessungsformel, in der Praxis etwas mehr), und darf beliebig auf Fock und Großsegel verteilt werden. Fock und Großsegel sind horizontal durchgelattet. Das Großsegel ist zudem im Achterliek stark ausgestellt und weist eine fast rechteckige Form auf. Die Segelfläche des Gennakers ist nicht vorgeschrieben und beträgt ca. 32 m². Seine Fläche ist lediglich durch die maximal erlaubte Länge des Gennakerbaums und die Höhe des Mastes begrenzt. Zum Setzen wird der Gennaker aus einer Trompete gezogen. Das Gennakerfall dient dabei auch zum Ausfahren des Gennakerbaums, sodass in den Setz- und Bergemanövern nur eine Leine bedient werden muss.

### T-Foil
Die Klassenvorschriften erlauben eine horizontale Tragfläche (Hydrofoil), welche bei fast allen Booten am Ruder angebracht ist. Dadurch erhält dieses eine T-Form. Die Tragfläche kann entweder separat oder mit dem ganzen Ruder zusammen geneigt werden, wodurch sich der Auftrieb regulieren lässt.
Auf Am-Wind Kursen wird möglichst viel Auftrieb generiert, um das Boot aus dem Wasser zu heben und die benetzte Rumpffläche zu verringern. Vor dem Wind wird der Auftrieb verringert, um den Bug aus dem Wasser zu heben und somit die Gefahr des Unterschneidens zu minimieren. Da das T-Foil hinter dem Rumpf angebracht ist, wirkt es wie eine Verlängerung der Wasserlinie. Die Boote können dadurch sehr früh den Gleitzustand erreichen.

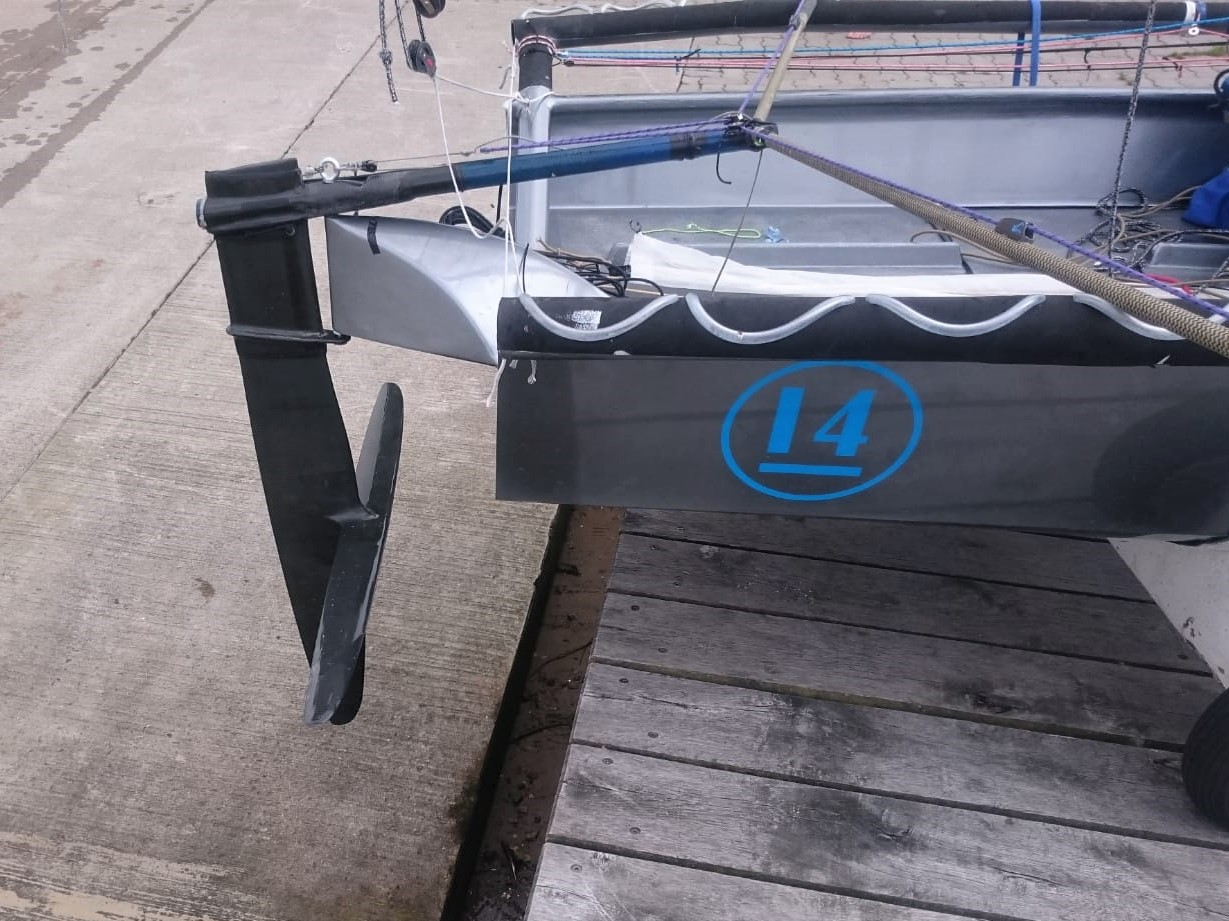
T-Foil Ruder eines International 14

### Trimmeinrichtungen
Moderne International 14 sind mit einer Selbstwendefock ausgestattet, sodass der Vorschoter auf Am-Wind Kursen das Großsegel bedienen kann. Neben den herkömmlichen Trimmeinrichtungen kann außerdem das T-Foil zur Auftriebsregulierung verstellt werden. Viele Boote erlauben die Einstellung der Mastbiegung und Wantenspannung beim Segeln. Dadurch kann schnell auf sich ändernde Windbedingungen reagiert werden.

## Technische Meilensteine

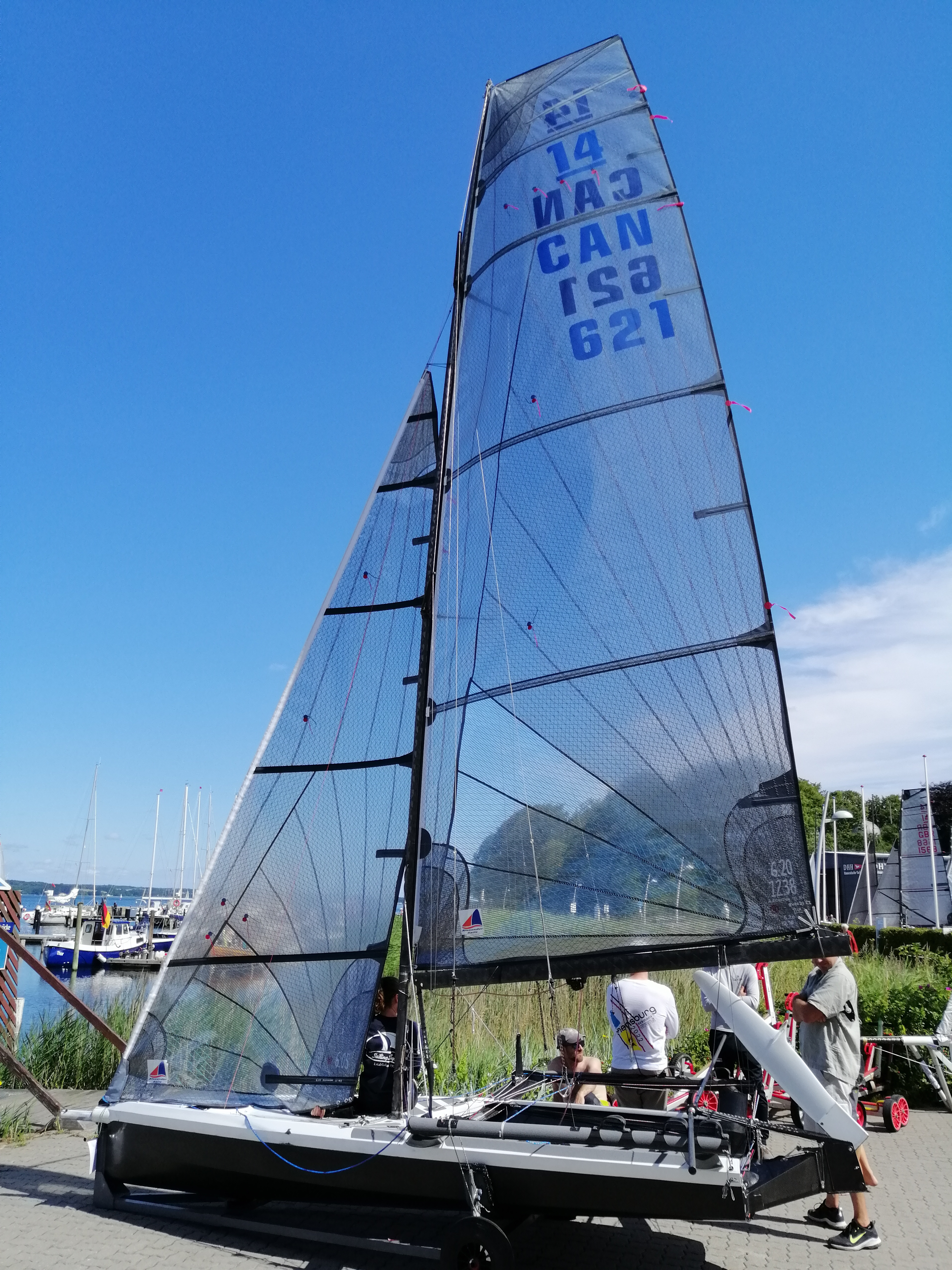
International 14 vom Typ Hollum 2 während der Weltmeisterschaft 2022 in Glücksburg

Bei der Weiterentwicklung des International 14 wurde von der Klassenvereinigung stets versucht Innovationen zu fördern, ohne dabei ältere Boote chancenlos werden zu lassen. Viele technische Lösungen auf modernen Skiffs und Regattajollen wurden im International 14 erstmals eingesetzt oder populär gemacht. Die folgende Liste gibt an, wann eine Neuerung zum ersten Mal eingesetzt oder durch die Regeln erlaubt wurde.
- 1927 – Uffa Fox entwarf den ersten gleitfähigen International 14 (Avenger)
- 1930 – Es wurde mit leichten Aluminiumschwertern statt Ballastschwertern experimentiert
- 1932 – Baumniederholer
- 1937 – Das erste Trapez mit Trapezweste wurde eingesetzt (und vorerst wieder verboten)
- 1942 – Formverleimte Sperrholzrümpfe
- 1947 – Anstellschwert (Gybing Centerboard)
- 1950 – Rollreffanlage am Großbaum
- 1954 – Lenzer und Lenzklappen am Heck wurde erlaubt
- 1955 – Polyestersegel
- 1962 – Der erste Glasfaserrumpf wurde vorgestellt (und zunächst als nicht regelkonform vermessen)
- 1962 – Zentrale Großschot mit Traveller
- 1969 – Das Trapez wurde erlaubt
- 1970 – Spinnakertrompete
- 1976 – Steckschwerter wurde erlaubt
- 1983 – Doppelboden und selbstlenzende Rümpfe
- 1984 – Doppeltrapez wurde erlaubt
- 1987 – Ein Rumpf wurde aus Aramid Prepregs in einem Autoklav hergestellt
- 1988 – Gennaker und durchgelattete Segel wurde erlaubt
- 1996 – Racks
- 2000 – T-Foil Ruder

## Geschichte
Die Geschichte des International 14 reicht zurück bis zum Anfang des 20. Jahrhunderts. Eine umfangreiche Dokumentation stellt das englischsprachige Werk The International Fourteen Foot Dinghy, 1928-89: Handbook and History von Tom Vaughan dar.

### Vor 1923
Einfache Regelwerke zum Bau von offenen Booten zum Regattasegeln sind in Großbritannien bereits Ende des 19. Jahrhunderts belegt. Diese Vorläufer der heutigen Bootsklassen waren zwischen 12 und 18 Fuß lang und wurden mit Cat- oder Slup-Takelung gesegelt. 1922 wurde auf einer Bootsausstellung in London erstmals die Idee eines 14 Fuß Dinghys mit landesweit einheitlichen Regeln vorgestellt. Ein neu gegründetes Komitee sollte die Einhaltung der Regeln und Entwicklung der Bootsklasse sicherstellen. In Nordamerika wurden ebenfalls seit Beginn des 20. Jahrhunderts 14 Fuß Dinghys nach lokalen Regelwerken gebaut und gesegelt. Die erste dokumentierte internationale Regatta fand 1914 auf dem Ontariosee mit Kanadiern und Amerikanern statt. Auch in Australien wurden zur gleichen Zeit 14 Fuß Dinghys gesegelt, jedoch mit deutlich mehr Segelfläche und größeren Besatzungen von 6–8 Mann.

### 1923–1928
In Großbritannien konnte sich das Konzept des British National 14 etablieren und geprägt durch die Entwürfe von Uffa Fox entwickelten sich die Boote ab 1925 vom klassischen Dinghy (abstammend von den Beibooten großer Schiffe) zu verhältnismäßig modernen Regattabooten. Bei einem Besuch in Kanada begeisterte sich der Prince of Wales so sehr für das Segeln mit 14 Fuß Dinghys, dass er 1927 in Cowes den Prince of Wales Cup (P.O.W.) stiftete. Diese Regatta wird bis heute für International 14 ausgerichtet und ist gleichzeitig die britische Meisterschaft. 1928 wurde die Klasse nach umfangreichen Regeländerungen schließlich von der IYRU in den Status einer internationalen Klasse erhoben – dem International 14. Das Regelwerk blieb bis in die 70er Jahre nahezu unverändert bestehen.

### 1928–1939

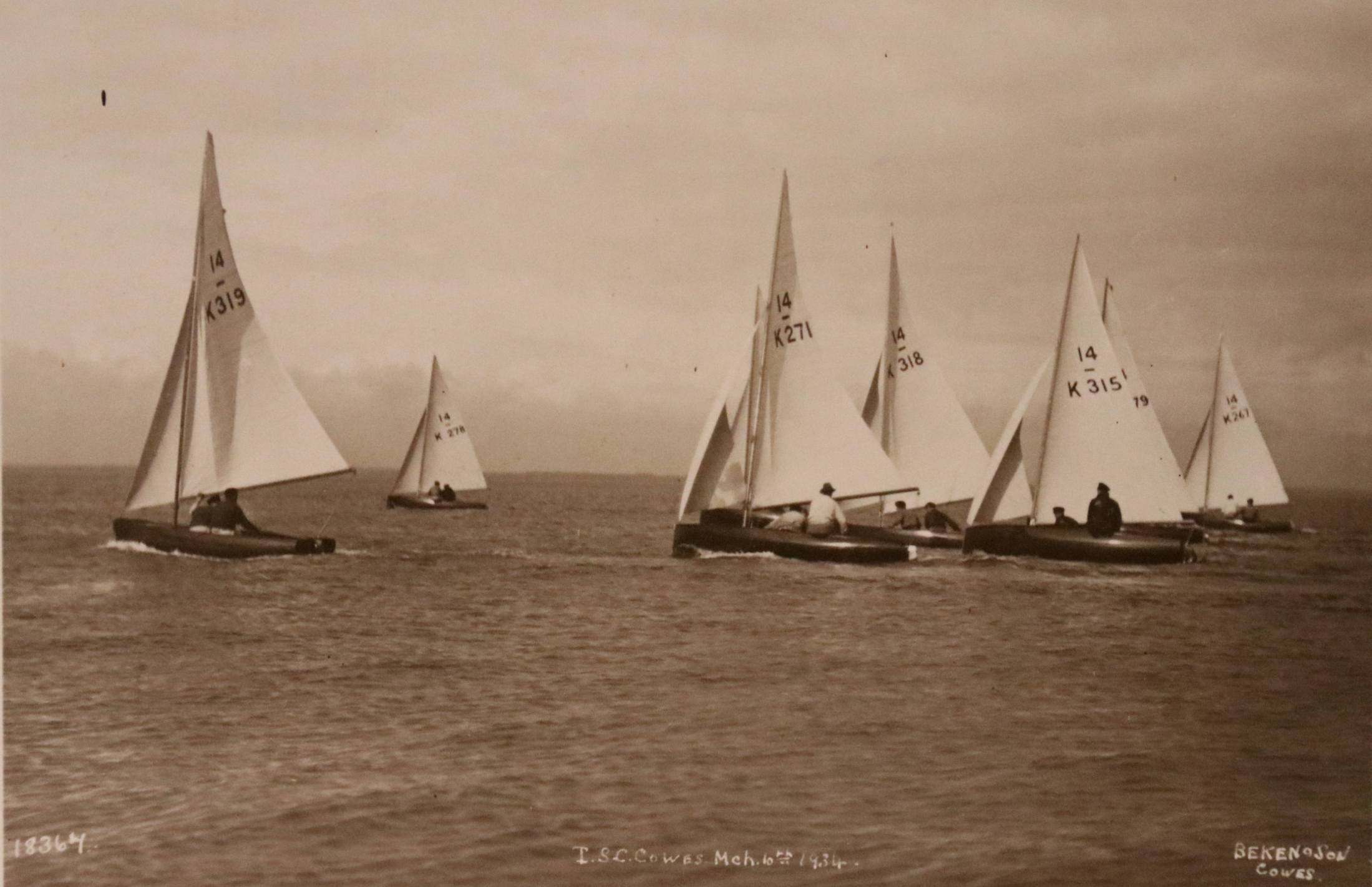
Regatta der International 14 in Cowes (1934)

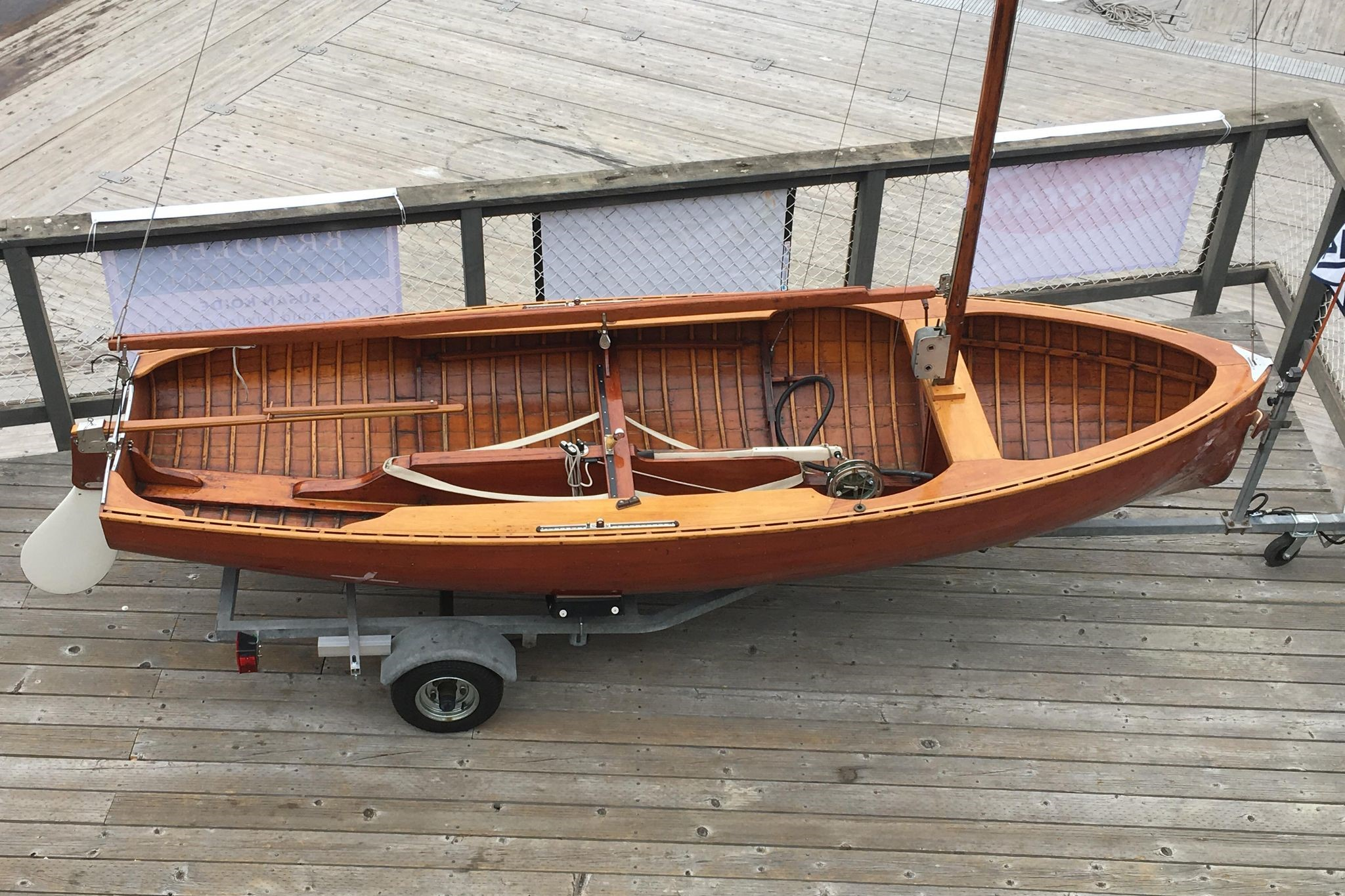
Restaurierter International 14 Lorelei aus dem Jahr 1939 ausgestellt während der Weltmeisterschaft 2018 in San Francisco.

In den 1930er Jahren begann ein kontinuierlicher technischer Wettlauf, welcher Jahr für Jahr schnellere Boote mit sich brachte. Der Versuch den International 14 auch auf dem europäischen Festland populär zu machen, scheiterte zunächst an den (im Vergleich zu den europäischen Einheitsklassen) hohen Kosten der aufwendig gebauten Boote. Außerdem war die internationale Kommunikation im Segelsport noch nicht sehr ausgeprägt und die Boote passten nicht ins metrische System. Dennoch fand der International 14 durch den Status der internationalen Klasse auch in der deutschen Presse Beachtung. 1929 wurden die Konstruktionsregeln und ein deutscher Entwurf in der Zeitschrift Die Yacht vorgestellt. Im weiteren Verlauf des Jahres wurde der Klasse der sogenannte Pan-Preis gestiftet, um welchen erstmals vom 25.–27. September im Rahmen der Sonderwettfahrten der 14-Fuß-Dingiklasse auf der Alster gesegelt wurde. Darüber hinaus segelte Uffa Fox mit seinem Entwurf Avenger für eine Regatta gegen die Franzosen über den Ärmelkanal und wieder zurück. 1933 und 1934 wurden erstmals Regatten zwischen kanadischen, amerikanischen und britischen Teams ausgetragen. Durch die international noch nicht einheitlichen Regelwerke unterschieden sich die 14 Fuß langen Dinghys der drei Nationen noch in diversen Details. Die Boote der Briten dominierten jedoch die Wettfahrten, was die Kanadier und Amerikaner dazu veranlasste, ebenfalls das Regelwerk des International 14 zu übernehmen.

### 1946–1963
Unmittelbar nach dem Zweiten Weltkrieg wurden 1946 bereits wieder International 14 gebaut und der P.O.W. ausgetragen und 1950 schließlich in Großbritannien die International 14 Klassenvereinigung gegründet. Mitte der 50er Jahre verlor der International 14 jedoch an Popularität. Viele Vereine setzten lieber auf die nun vorhandenen günstigeren Einheitsklassen und Spitzensegler konzentrierten sich auf die olympischen Bootsklassen. 1958 wurden in Cowes wieder Team-Regatten zwischen Großbritannien, Kanada und Neuseeland ausgetragen. Angestoßen durch neue kanadische und neuseeländische Entwürfe wurde begonnen, die Masten und Schwerter weiter nach hinten zu versetzen und dafür größere, effizientere Vorsegel zu fahren. Durch die nun einfach zu reprozierenden Sperrholz- und später Glasfaser-Rümpfe wurden wieder mehr International 14 gebaut und 1963 startete zum P.O.W. ein Rekord-Teilnehmerfeld von 96 Booten.

### 1964–1970
Mitte der 1960er Jahre drohten die unterschiedlichen Entwicklungen in den verschiedenen Ländern den internationalen Status der Klasse zu gefährden. So wollten beispielsweise die Kanadier und Amerikaner das bisher verbotene Trapez einsetzen und die Neuseeländer durchgelattete Segel. Die Briten als Hüter des Regelwerks sperrten sich zunächst gegen diese Entwicklungen. Außerdem wurden erstmals Gespräche geführt, um auch die australischen Boote im internationalen Regelwerk unterzubringen. Dies scheiterte jedoch am deutlich geringeren Gewicht der australischen Boote, welches die Klasse für Glasfaserrümpfe als nicht realisierbar betrachtete. 1966 wurde deshalb (noch ohne die Australier) ein Weltverband mit zwei Delegierten je Nation gegründet. Um internationale Einheit zu demonstrieren, wurde die Präsidentschaft des Weltverbandes 1969 an die Amerikaner gegeben. Erstmals in der Geschichte lag damit der Vorsitz über die International 14 Klasse nicht mehr bei den Briten. Zu diesem Zeitpunkt waren weltweit etwa 2500 International 14 registriert.

### 1971–1989
Beim P.O.W. 1976 traten erstmals Vertreter der japanischen Flotte an. Neben den Team-Regatten wurde 1979 erstmals auch eine Weltmeisterschaft mit Einzelwertung ausgetragen. Diese Kombination aus Nationen- und Einzelwertung wird bis heute beibehalten. Die 1980er Jahre waren geprägt von Regeländerungen, welche schließlich zum Doppeltrapez, geringerem Gewicht und mehr Freiheit in der Gestaltung der Riggs und Segel führten. Außerdem wurden erstmals Steckschwerter und Aluminiumstreben in den Rümpfen erfolgreich eingesetzt.

### Ab 1990
Nachdem die ISAF eine neue Bootsklasse für die Olympiade 2000 forderte, entstand die Idee den International 14 als olympische Klasse vorzuschlagen. Für die Auswahlveranstaltung 1996 wurde ein vereinfachter International 14 nach olympischen Spezifikationen gebaut. Dieser konnte sich jedoch nicht gegen den schließlich ausgewählten 49er durchsetzen. 1996 konnte schließlich das Regelwerk so angepasst werden, dass es auch von den Australiern angenommen wurde. Unter anderem wurden die Segelfläche vergrößert, die Masten verlängert und breite Rümpfe mit den heute üblichen Racks erlaubt. Der Zusammenschluss der Flotten und das Wachstum der zivilen Luftfahrt führten zu immer größeren Teilnehmerzahlen bei den Weltmeisterschaften. 1989 starteten in San Francisco 107 Boote und 1999 in Melbourne sogar 130.
Nachdem der International 14 in den 1990er Jahren auch in Deutschland populär wurde, fand 2008 zum ersten Mal eine Weltmeisterschaft in Warnemünde statt.

## Sonstiges
Im Film Wind (1992) über den America’s Cup kommt es vorab bei einer Wettfahrt mit International 14 zu einem Schlagabtausch zwischen den Konkurrenten.